# Lanxoblatta rudis
Lanxoblatta rudis är en kackerlacksart som först beskrevs av Walker, F. 1868.  Lanxoblatta rudis ingår i släktet Lanxoblatta och familjen jättekackerlackor. Inga underarter finns listade i Catalogue of Life.